# Степанюк, Руслан Юрьевич
Русла́н Ю́рьевич Степаню́к (укр.  Руслан Юрійович Степанюк; род. 16 января 1992, Весёлое, Днепропетровская область) — украинский футболист, нападающий клуба «Верес».

## Биография
Воспитанник никопольского футбола, первый тренер — Виталий Иванович Миняйло, который порекомендовал его Днепропетровский спортинтернат. После окончания спортинтернат был на просмотре в дубль Днепра в течение двух недель, но контракта так и не подписал. Позже поступил в институт и начал играть на область за «Колос» из Никополя. Первый матч на любительском уровне сыграл 5 мая 2002 года выйдя на замену на 61 минуте против клуба «Днепр-2».
В Колосе товарищем по комнате в общежитии был парень, который занимался в днепропетровской команде. Руслан попросился с ним на тренировку, позанимался там, и там Александр Петрович Мельников предложил ему съездить в дубль «Таврии» и вскоре он оказался в симферопольской команде, но в основе клуба так и не заиграл, и вскоре из «Таврии» ему предложили съездить на просмотр в «Сталь» из Алчевска. После двухсторонки Степанюк был принят в команду, после чего он провёл сборы в Крыму, и перед поездкой в Турции ему предложили подписать контракт.
За «Сталь» дебютировал в Первой лиге Украины 29 марта 2012 года выйдя на замену за 4 минуты до конца основного времени, в матче против «Севастополя». Закрепиться в основном составе до конца сезона не удалось, но уже с нового сезона 14 июля 2013 года в первом же матче вышел в основе и забил первый гол за «Сталь» в ворота «Титана» из Армянска, став в итоге твердым игроком основы и серебряным призёром Первой лиги сезона 2012/13, завоевав также право выступать в Высшей лиги Украины. Несколько раз получал вызов в молодёжную сборную Украины.
Вскоре Степанюка позвали на просмотр в харьковский «Металлист», но пройдя два раза сборы он так и не подписал контракт. 2 марта 2014 года подписал контракт с «Говерлой» из Ужгорода и 29 марта 2014 года дебютировал в Высшей лиге Украины выйдя на замену на 80 минуте в матче против полтавской «Ворсклы», а последний матч сезона 27 апреля 2014 года в матче против луганской «Зари», отыграл за основной состав 90 минут, но позже был заменен Фещуком. Следующий сезон Степанюк начал в основном составе, но через время потерял в нём место. В «Говерле» Степанюку пришлось действовать в опорной зоне, на позиции, на которой он раньше никогда не играл, что послужило причиной ухода из клуба.
В январе 2015 года прибыл на просмотр «Александрию» и вскоре заключил с ней контракт. 21 марта 2015 года, Степанюк вышел на замену на 53 минуте, в матче против ахтырского клуба «Нефтяник-Укрнефть», и дебютировал за свой новый клуб. Свой первый гол за новый клуб забил 23 мая 2015 года, в ворота «Буковины» из Черновцов. Вместе с «Александрией» вышел в Высшую лигу Украины и 15 августа сыграл за «Александрию», на новом уровне, против донецкого «Олимпика», выйдя на замену Грицука на 78 минуте. 22 августа, забил гол в ворота «Авангарда» из Краматорска в матче за кубок Украины. 1 декабря 2015 года Руслан сообщил, что покинул клуб.
28 января 2016 года стало известно, что Степанюк продолжит карьеру в донецком «Олимпике», в котором он дебютировал 6 марта 2016 года, выйдя на замену на 65 минуте вместо Матяжа, в матче против луганской «Зари». По итогам сезона, сыграв лишь 103 минуты за «Олимпик», по обоюдному согласию сторон расстался с клубом. 9 июня 2016 года, подписал контракт с «Вересом» из Ровно, за который он забил в первом же матче победный гол в ворота «Буковины» из Черновцов. Всего же в первых 5 матчах за новый клуб с учётом Кубка, забил 6 мячей. 9 ноября 2016 сделал первый хет-трик в своей карьере, в ворота «Буковины», что позволило обогнать Руслана Кисиля, и выйти на первое место, среди бомбардиров Первой лиги Украины с 14 голами, которое он не покинул до конца сезона, вместе с клубом завоевав бронзовые медали и путёвку в Высшую лигу.
Первый матч в новом сезоне Высшей лиги Украины сыграл 16 июля 2017, в основном составе против «Мариуполя». В матче против «Олимпика», 30 июля 2017, мог впервые отличиться на высшем уровне, но на 92 минуте матча, его удар с пенальти, отбил Артём Кичак. 10 сентября 2017 года, на 53 минуте после паса Василия Кобина забил свой первый гол в Высшей лиги Украины в ворота львовских «Карпат», сделав счет 3:0 и отыграв весь матч в основе, помог клубу выиграть 6:1 на выезде. 26 февраля 2018 года, на 82 минуте, после паса Дениса Кожанова забил свой первый гол в домашнем матче в ворота киевского «Динамо», сделав окончательный счет 3:1.
В январе 2020 года официальный сайт Ворсклы сообщил о подписании контракта с нападающим Русланом Степанюком. Первый официальный матч за Ворсклу сыграл 22 февраля 2020 года в поединке Динамо-Ворскла (2-1), в котором сумел отметиться голом. До конца сезона Руслан забил 4 гола в чемпионате, также 1 гол в финальном матче Кубка Украины против Динамо.
Сезоне 2020/21 в составе полтавской Ворскле начался очень удачно, смог отличиться в трёх стартовых матчах. Был признан лучшим игроком УПЛ за август-сентябрь 2020 года.

## Достижения

### Командные
«Сталь» (Алчевск)
- Серебряный призёр Первой лиги Украины: 2012/13

«Александрия»
- Победитель Первой лиги Украины: 2014/15

«Верес»
- Бронзовый призёр Первой лиги Украины: 2016/17

«Ворскла»
- Финалист Кубка Украины (2): 2019/20, 2023/24

### Личные
- Лучший бомбардир Первой лиги Украины: 2016/17
- Лучший футболист Первой лиги Украины: 2016/17
- Лучший футболист месяца чемпионата Украины: — август/сентябрь 2020[27]

## Статистика выступлений

### Клубная статистика
| Клуб             | Сезон            | Лига | Лига | Кубок | Кубок | Еврокубки | Еврокубки | Всего | Всего |
| Клуб             | Сезон            | Игры | Голы | Игры  | Голы  | Игры      | Голы      | Игры  | Голы  |
| ---------------- | ---------------- | ---- | ---- | ----- | ----- | --------- | --------- | ----- | ----- |
| Сталь            | 2011/12          | 11   | 0    | 0     | 0     | —         | —         | 11    | 0     |
| Сталь            | 2012/13          | 33   | 11   | 1     | 1     | —         | —         | 34    | 12    |
| Сталь            | 2013/14          | 16   | 5    | 0     | 0     | —         | —         | 16    | 5     |
| Сталь            | Итого            | 60   | 16   | 1     | 1     | —         | —         | 61    | 17    |
| Говерла          | 2013/14          | 3    | 0    | —     | —     | —         | —         | 3     | 0     |
| Говерла          | 2014/15          | 12   | 1    | 3     | 0     | —         | —         | 15    | 1     |
| Говерла          | Итого            |      |      |       |       |           |           | 19    | 1     |
| Александрия      | 2014/15          |      |      |       |       |           |           |       |       |
| Александрия      | 2015/16          |      |      |       |       |           |           |       |       |
| Александрия      | Итого            |      |      |       |       |           |           | 16    | 2     |
| Олимпик          | 2015/16          | 4    | 0    |       |       |           |           | 4     | 0     |
| Верес            | 2016/17          | 33   | 24   | 2     | 1     |           |           | 35    | 25    |
| Верес            | 2017/18          | 32   | 2    | 1     | 0     | —         | —         | 33    | 2     |
| Верес            | Итого            | 65   | 26   | 3     | 1     | —         | —         | 68    | 27    |
| Жетысу           | 2018             | 13   | 4    | —     | —     |           |           | 13    | 4     |
| Жетысу           | 2019             | 32   | 4    | —     | —     | —         | —         | 32    | 4     |
| Жетысу           | Итого            | 45   | 8    | —     | —     | —         | —         | 45    | 8     |
| Ворскла          | 2019/20          | 9    | 4    | 3     | 1     | —         | —         | 12    | 5     |
| Ворскла          | 2020/21          | 24   | 7    | 1     | 0     | —         | —         | 25    | 7     |
| Ворскла          | 2021/22          | 16   | 6    | 1     | 0     | 2         | 0         | 19    | 6     |
| Ворскла          | 2022/23          | 3    | 1    | —     | —     | 2         | 1         | 5     | 2     |
| Ворскла          | Итого            | 52   | 18   | 5     | 1     | 3         | 1         | 61    | 20    |
| Всего за карьеру | Всего за карьеру | 254  | 69   | 13    | 4     | 4         | 1         | 274   | 74    |